# Integripelta umbonata
Integripelta umbonata är en mossdjursart som beskrevs av Gordon, Mawatari och Kajihara 2002. Integripelta umbonata ingår i släktet Integripelta och familjen Eurystomellidae.
Artens utbredningsområde är havet kring Nya Zeeland. Inga underarter finns listade i Catalogue of Life.